# Subaru Impreza
Subaru Impreza Subaru Impreza (スバル・インプレッサ Subaru Inpuressa?) este o mașină compactă care a fost fabricată de Subaru din 1992. A fost introdusă ca înlocuitor pentru Leone, cu motoarele din seria EA a predecesorului înlocuite cu noua serie EJ. Acum se află la a cincea generație.
Subaru a oferit variante de sedan cu 4 uși și variante de caroserie cu 5 uși din 1992. Firma a oferit, de asemenea, un coupe din 1995 până în 2001 și un break cu 5 uși de la introducerea lui Impreza sub forma unui hatchback. Versiunile de masă au primit motoare „boxer” cu patru cilindri plat, de la 1,5 la 2,5 litri, cu modelele Impreza WRX și WRX STI orientate spre performanță, îmbunătățite cu adăugarea de turbocompresoare. De la a treia generație, unele piețe au adoptat denumirea prescurtată Subaru WRX pentru aceste variante de înaltă performanță. Primele trei generații de Impreza au fost disponibile și cu un pachet de aspect off-road numit Outback Sport', exclusiv pe piața nord-americană. Pentru a patra generație, acest pachet de aspect a fost redenumit XV (Crosstrek în America de Nord) și este vândut la nivel internațional. În mod colocvial, mașina este uneori denumită Scooby.
Subaru a oferit atât structuri cu tracțiune față, cât și cu tracțiune integrală pentru Impreza. De la sfârșitul anilor 1990, unele piețe au restricționat vânzările la modelul cu tracțiune integrală - acordând astfel Impreza o propunere de vânzare unică în clasa compactă globală caracterizată prin tracțiunea față. Cu toate acestea, modelele japoneze rămân disponibile în ambele configurații.

Un studiu iSeeCars din 2019 l-a numit pe Impreza drept sedanul cu cea mai mică depreciere din Statele Unite după cinci ani.